# Piero Pollaiuolo
Piero Benci, més conegut pels seu sobrenom Piero Pollaiuolo (Florència, entre 1441 i 1443 – Roma, 1496), fou un pintor italià del Renaixement.

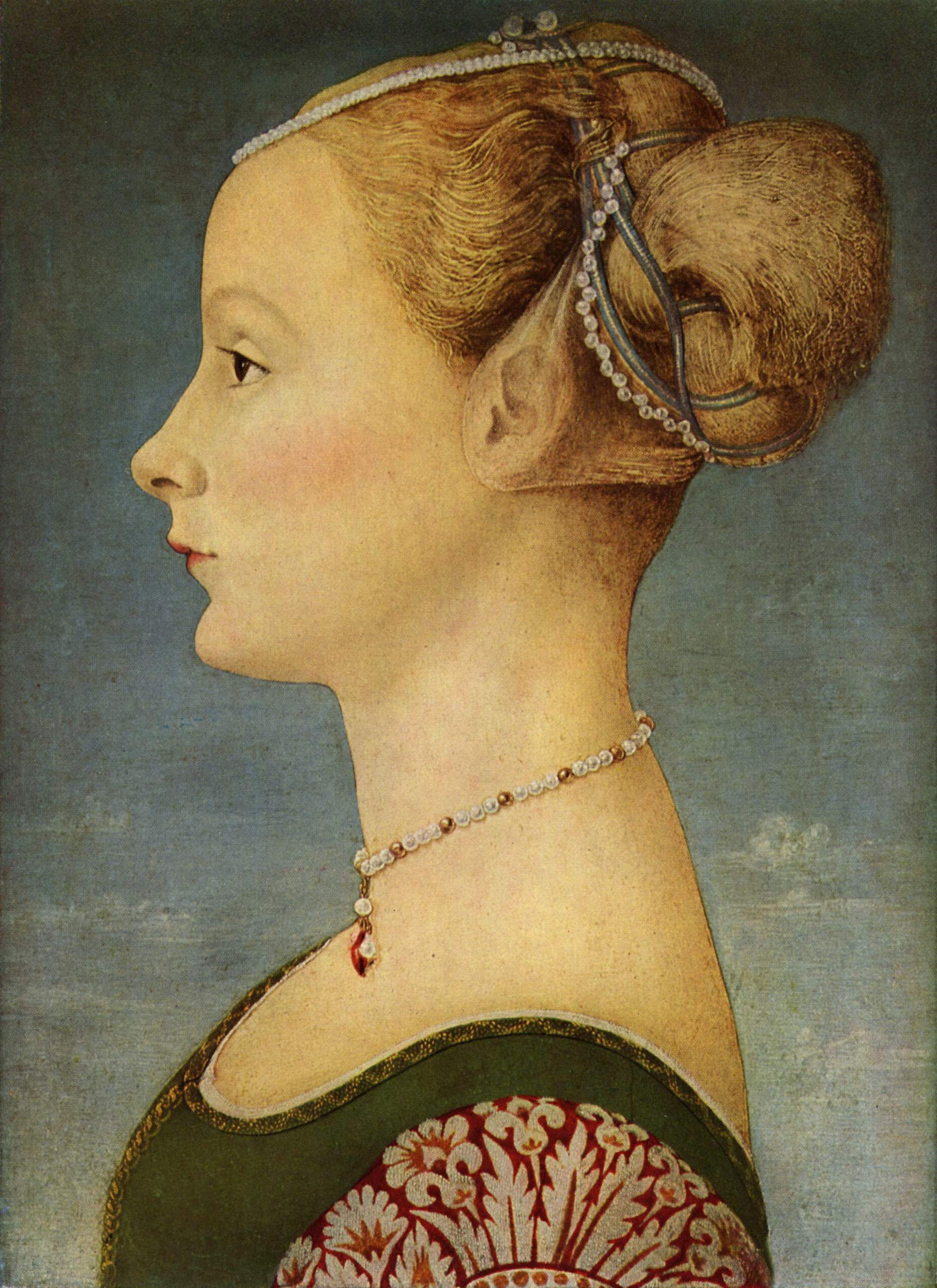
Retrat d'una dona, de Piero Pollaiuolo, al Museu Poldi Pezzoli, Milà

Molt més conegut va ser i és el seu germà Antonio Pollaiuolo. Amb freqüència, van treballar plegats, de tal manera que, de vegades, és difícil atribuir-los les obres exclusivament. Les obres de tots dos mostren influència clàssica i interès per l'anatomia humana; els germans van portar a terme disseccions per millorar el seu coneixement de la matèria.
Pel que fa a Piero Benci (o Piero Pollaiuolo), està acreditat com a notable retratista a l'oli, i va realitzar també els retaules per a l'església de San Miniato a Florència (1467) i la Coronació de la Verge a l'església de San Gimignano (1483).
Giorgio Vasari va incloure una biografia dels germans Pollaiuolo a Le Vite.